# Carl Bernhard von Trinius
Carl Bernhard von Trinius (Eisleben, 7 maart 1778 – Sint-Petersburg, 12 maart 1844) was een Duits botanicus.
Trinius was een specialist op het gebied van de grassenfamilie (Poaceae) en beschreef vele soorten tijdens zijn loopbaan waaronder Agrostis pallens, Cenchrus agrimonioides en Festuca subulata.
Het geslacht Trinia is naar hem vernoemd.
- Bibsys: 11042689
- Author citation (botany): Trin.
- Gemeinsame Normdatei: 100657214
- International Standard Name Identifier: 0000 0000 4854 4841
- Library of Congress Control Number: nr97040842
- Nederlandse Thesaurus van Auteursnamen: 07014933X
- Système universitaire de documentation: 16407533X
- Museum of New Zealand Te Papa Tongarewa: 50731
- Virtual International Authority File: 24951508
- WorldCat: E39PBJtrWKkX4fgDRRmwCfMVmd